# Brogar-ringen
Brogar-ringen eller Brodgar-ringen (The Ring of Brodgar) findes på Mainland, Orkney, Storbritannien. Oprindelig bestod ringen af 60 sten sat i en cirkel med diameter 107 meter. I dag er mange af stenene beskadiget. Den oprindelige anvendelse menes at have været astronomisk observation. Stensætningen dateres til ca. 3500 f.Kr.
59°00′05″N 3°13′47″V / 59.0014818°N 3.2297227°V